# Ayahuasca

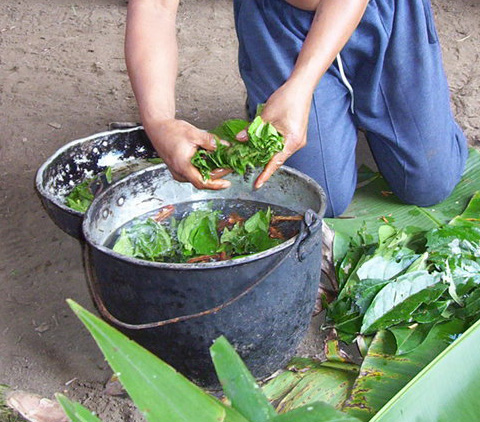
Zubereitung von Ayahuasca in der Napo-Region von Ecuador

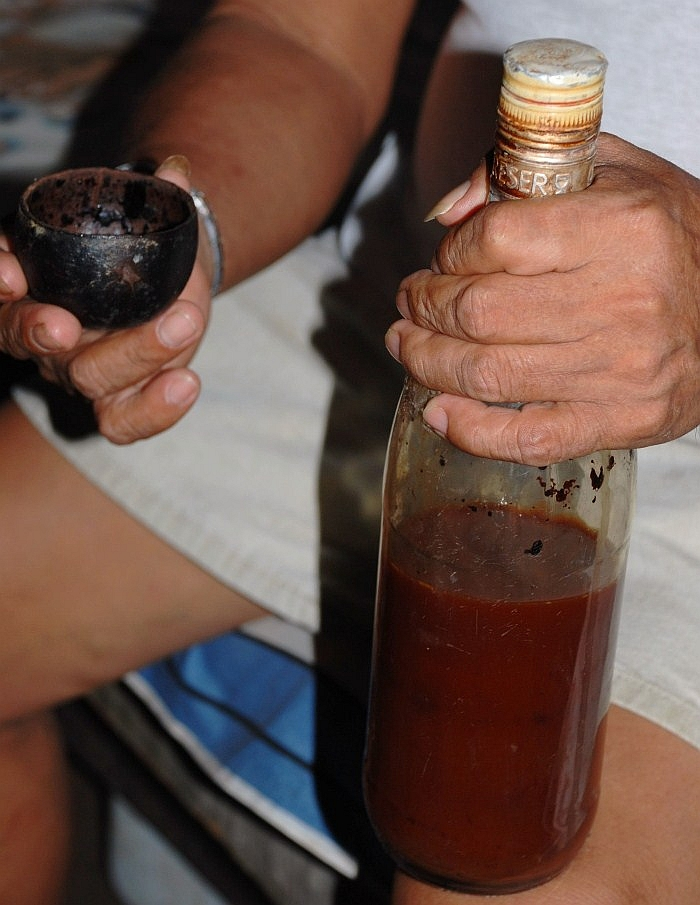
Fertiges Gebräu

Ayahuasca, Yagé [jaˈhe], Yajé [jaˈhe], Natem, Cipó, Daime, Hoasca (und andere) sind Namen für einen psychedelisch wirkenden Pflanzensud aus der Liane Banisteriopsis caapi und N,N-Dimethyltryptamin-haltigen Blättern des Kaffeestrauchgewächses Psychotria viridis. In manchen Fällen ist mit der Bezeichnung Ayahuasca auch nur die Liane Banisteriopsis caapi gemeint. Der Sud enthält Harman-Alkaloide, die als Monoaminooxidase-Hemmer wirken und so den Abbau des Halluzinogens N,N-Dimethyltryptamin (DMT) verlangsamen. Die Angehörigen diverser Amazonas-Ethnien gebrauchen Ayahuasca in religiösen Zeremonien, um sich in einen Trance-Zustand zu versetzen. Der Gebrauch ist im amazonischen Brasilien, Bolivien, Peru, im Orinocodelta von Venezuela bis an die Pazifikküste von Kolumbien und Ecuador verbreitet. Zudem sind im 20. Jahrhundert in Brasilien diverse Ayahuasca-Religionen entstanden, darunter União do Vegetal, Barquinha und Santo Daime, die in den Städten von der Mittelschicht frequentiert werden und inzwischen auch international präsent sind. Der religiöse Gebrauch ist in Brasilien rechtlich garantiert und wurde auch in den USA durch eine Entscheidung des Obersten Gerichtshof der Vereinigten Staaten 2006 legalisiert.

## Eigenschaften
Ayahuasca ist, je nach Zubereitung, ein faulig-bitter oder süßlich schmeckendes Getränk. Die Farbe ist üblicherweise bräunlich, was sich aber durch beigemischte Zutaten verändern kann. Der Trank ist ein wässriger Auszug aus der Liane Banisteriopsis caapi unter Zugabe von DMT-haltigen Pflanzen. Typische pflanzliche Beimischungen sind Psychotria viridis (Chacruna), Psychotria carthagenensis und Diplopterys cabrerana (Chaliponga).

### Chemische Inhaltsstoffe
Folgende chemische Inhaltsstoffe lassen sich in Ayahuasca, je nach Beimischung, in unterschiedlichen Mengenanteilen finden: Dimethyltryptamin, 5-MeO-DMT, Harmin, Harmalin, Tetrahydroharmin, Bufotenin, N-Methyltryptamin, Harmalol, Harmol, 2-Methyl-1,2,3,4-tetrahydro-β-carbolin (2-MTHBC), DMT-NO, d4-5-MeO-DMT, Harmin-N-oxid, Harminamid, Harminsäure, Harminsäuremethylester, Harmalinsäure, 6-Methoxytryptamin, Banistenosid A, Banistenosid B, Acetylnorharmin, Ketotetrahydronorharmin, Tetrahydronorharmin, Shihunin und Dihydroshihunin.

## Verwendung

### Gebrauch im kulturellen Kontext
Die indigenen Völker des Amazonasbeckens und Mestizos gebrauchen Ayahuasca in rituellen und religiösen Zeremonien, um in einen qualitativ veränderten Wachbewusstseinszustand zu geraten. Sie glauben unter anderem, dadurch Geister und Ahnen zu treffen, in die Zukunft zu blicken oder Lösungen und Heilwege für Krankheiten und psychosoziale Konfliktlagen zu finden. Ayahuasca wird dafür häufig von Curanderos, Ayahuasceros oder Vegetalistas (Heilkundige in traditioneller Amazonas- oder Andenmedizin) für die Heilung von Krankheiten benutzt. Der Gebrauch ist von den Anden und der Pazifikküste bis weit hinein nach Brasilien verbreitet und von Kolumbien über Ecuador und Peru bis nach Argentinien. Für die Schamanen ist die Wirkung des Tranks nicht auf einen Wirkstoff zurückzuführen, sondern auf die Pflanzenseelen, die sich den Menschen unter Ayahuasca-Einfluss als Lehrmeister offenbaren.
In verschiedenen aus Brasilien stammenden Religionen wird das Entheogen Ayahuasca als Sakrament in Ritualen eingenommen. Hierzu gehören als größte Gemeinden die União do Vegetal und Santo Daime sowie die kleinere Barquinha. Durch das Trinken des Tees, gesungene Gebete und gemeinschaftliche rituelle Tänze wird ein qualitativ veränderter Wachbewusstseinszustand erzeugt, der die Wahrnehmung der spirituellen Realität ermöglichen soll.

### Moderner Gebrauch
1923 veröffentlichte der kolumbianische Chemiker Guillermo Fischer Cárdenas eine Untersuchung über Ayahuasca, in der er den Wirkstoff darin Telepathin nannte. Davon angeregt unternahm der amerikanische Schriftsteller William S. Burroughs, der heroinabhängig war,  1953 eine Reise nach Kolumbien und Peru, wo er mehrere brujos (Schamanen) fand, die ihm Ayahuasca gaben. In Lima verfasste er einen Bericht über seine Erfahrungen für Allen Ginsberg, der 1963 unter dem Titel The Yage Letters (deutsch: Auf der Suche nach Yage) veröffentlichte.
Das Phänomen Ayahuasca unterliegt seit dem Ende der 1990er Jahre einer globalisierenden Entwicklung. Einige berühmte Persönlichkeiten, wie beispielsweise der Popsänger Sting in seiner Biografie und in Fernsehinterviews, berichten öffentlich über ihre persönlichen und spirituellen Ayahuascaerfahrungen. Es entwickelte sich ein westlicher Ayahuascatourismus, wodurch im oberen Amazonasgebiet, vorwiegend in Peru, florierende „Heilungszentren“ entstehen, die meist US-Amerikanern gehören und lokale mestizische Schamanen in Honorartätigkeit bezahlen oder anstellen. Die Angebote richten sich nicht selten an die Erwartungen des westlichen Publikums: eine vermeintliche Authentizität indianisch-schamanischer Spiritualität und Weisheit. Dabei kommt es für das ausländische Publikum oft zu einer nicht erkennbaren folkloristischen Retraditionalisierung, die nicht die heutige Realität mestizischer Volksmedizin widerspiegelt. Westliche neoschamanistische und synkretische Elemente werden mit mestizischem Animismus und Schamanismus und ostasiatischen Versatzstücken aus Buddhismus und Yoga vermischt, um den Erwartungen des westlichen Ethnotherapie-Publikums gerecht zu werden.
Ebenso ist jedoch auch die Globalisierung von Ayahuasca in die andere Richtung zu verzeichnen, so dass sich in Nordamerika und Europa heutzutage mehr und mehr Ayahuascaangebote finden lassen, teilweise durch südamerikanische Schamanen, die dort Seminare und Retreats anbieten, teilweise durch westliche Neoschamanen, westliche alternative Psychotherapeuten und Ayahuasca-Kirchen bzw. deren globalisierte Ableger. Der westliche Hype um die Droge trägt derzeit zu einem Aufschwung des Tourismus in der nordperuanischen Stadt Iquitos bei: Nach konservativen Schätzungen kamen 2022 mehr als 30.000 westliche Reisende auf der Suche nach der Droge und nach Schamanen in die Stadt.
Ayahuasca-Tourismus und Ayahuasca-Business werden von Ethnologen teilweise heftig als Kulturkolonialismus kritisiert, da, vom ethnologisch meist ungeschulten Ayahuasca-Touristen unbemerkt oder ignoriert, egalitäre soziale Strukturen durch die kommerzielle Vermarktung weiter zerstört werden. Konkurrenzdruck und Gewalt zwischen Touristen-Schamanen und gegenüber diesen nehmen hinter der Kulisse von Heilungszentren zu. Komplexe Heilsysteme des Amazonas-Vegetalismus werden auf den Aspekt des psychedelisch-spirituellen Ethnodrogenkonsums reduziert. Ayahuasca wird dabei als vermeintlich jahrtausendealte Heilungsmethode für nahezu alles übergeneralisiert.
Die systematische wissenschaftliche Erforschung der psychotherapeutischen und medizinischen Potentiale, Risiken und pharmakologischen Eigenschaften von Ayahuasca begann Mitte der 1990er-Jahre. Die Zielsetzung besteht häufig darin, den Gebrauch aus dem traditionellen schamanischen Kontext zu lösen und für ganz bestimmte Störungsbilder wie chronische posttraumatische Belastungsstörung, Abhängigkeitserkrankungen und therapieresistente Depressionen innerhalb der evidenzbasierten Psychotherapie nutzbar zu machen. Führende Forschungen auf diesem Gebiet kommen meist aus Brasilien, USA, Kanada und Spanien. Wichtige Forschungsorganisationen sind MAPS und die Beckley Foundation. In Südamerika gibt es niedergelassene Ärzte, Psychotherapeuten und Therapieeinrichtungen, die mit Schamanen kooperieren und Ayahuascaerfahrungen als integrativen Bestandteil ihrer Psychotherapien anbieten oder vermitteln, beispielsweise das vom französischen Arzt Jacques Mabit gegründete Therapiezentrum Takiwasi aus Tarapoto in Peru, das seit 1992 westliche Langzeitentwöhnungstherapie bei Abhängigkeitserkrankungen in Kombination mit traditioneller Amazonasmedizin und Ayahuasca anbietet.

### Zubereitung

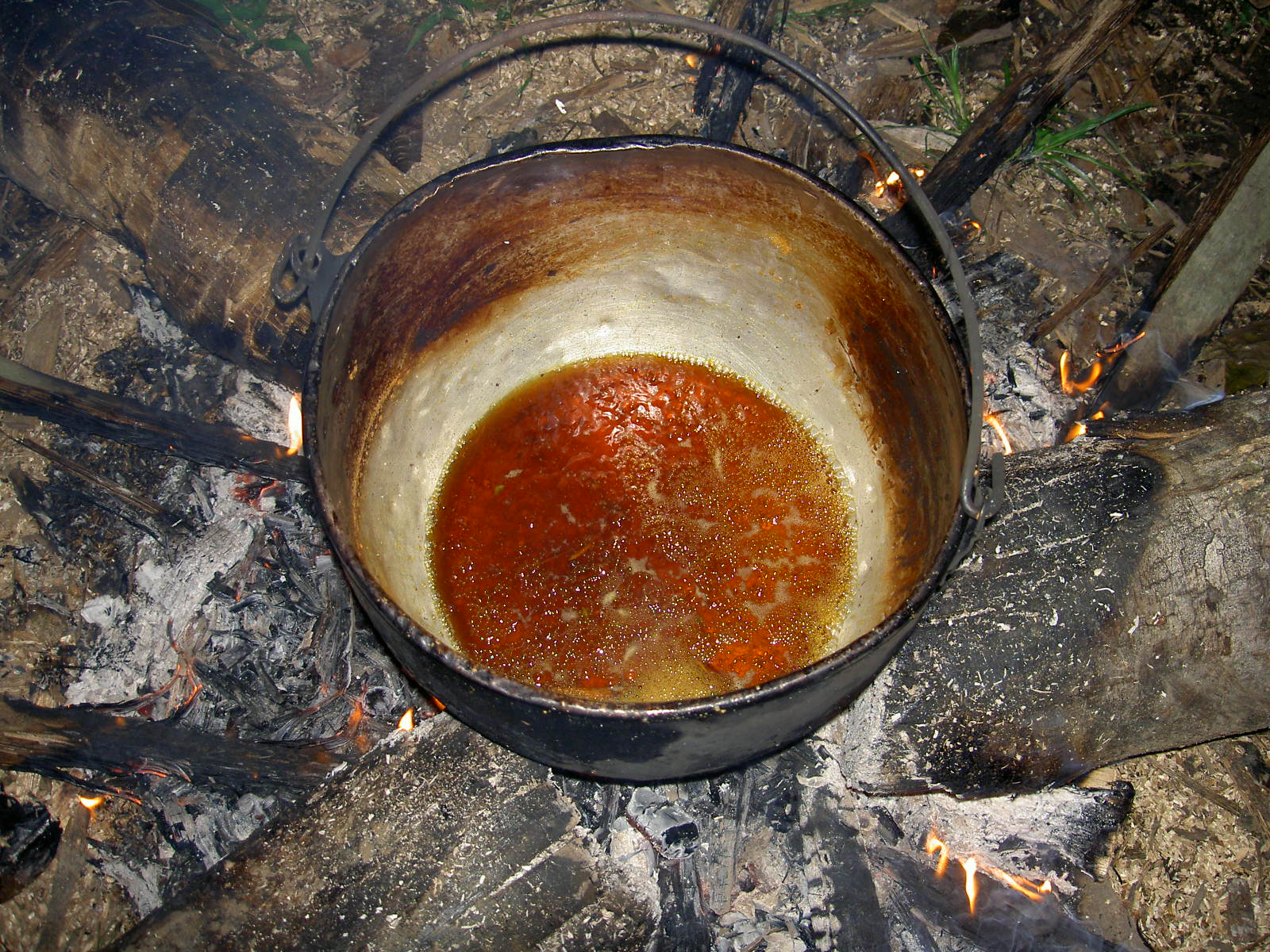
Ayahuasca-Zubereitung

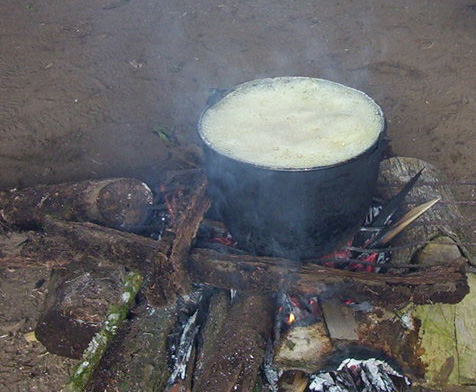
Aufkochen des Ayahuasca in der Napo-Region von Ecuador

Zur Herstellung von Ayahuasca werden hauptsächlich folgende Pflanzen verwendet:
- Ayahuasca-Liane (Banisteriopsis caapi), die Harman-Alkaloide enthält, sowie
- Chacruna (Psychotria viridis) oder
- Chaliponga (Diplopterys cabrerana), in denen DMT enthalten ist.

Die verwendeten Pflanzen und Wurzeln werden bis zu drei Tage zu einem Sud ausgekocht.
Bei den Siona im kolumbianischen Amazonasgebiet wurden achtzehn verschiedene Yagé-Arten untersucht, von denen elf nach verschiedenen Tieren benannt sind. Banisteriopsis caapi wird von den Sikuani als Juipa bezeichnet. Eine Art davon heißt Sisipi-Juipa (Yagé-Kolibri), da Kolibris den Nektar aus seinen Blüten trinken. Das Tigri-Husaca heißt so, weil Jaguare angeblich oft seine Blätter fressen. Auch die Anaconda soll sich vom Yagé ernähren, bei dessen Konsum man ihr wiederum begegne.
Aus den Samen der Pflanze Anadenanthera peregrina, auch Dopa oder Yopo genannt, wird ein Schnupfpulver hergestellt, das man inhaliert, wenn man zuvor die geröstete Wurzel von Banisteriopsis caapi gekaut hat. Die durch westlichen Drogentourismus bekannte Rezeptur aus den oben genannten zwei Bestandteilen scheint in Bezug auf das Yagé zu kurz gegriffen, da das komplexe schamanische Stammeswissen der verschiedenen Amazonasvölker für unterschiedliche Zwecke ganz verschiedene Rezepte und Zubereitungsriten kennt. Es können zahlreiche andere Pflanzen wie Brugmansia suaveolens oder Brugmansia candida hinzugefügt werden, um bestimmte Wirkungen zu verstärken oder zu vermindern.

### Bedeutung des Namens
Der Begriff Ayahuasca stammt aus der indigenen Sprache des nördlichen Quechua und bedeutet übersetzt „Liane der Geister/Toten/Ahnen“ oder „Ranke der Seelen“/„Seelenranke“.
Alternative Bezeichnungen sind Yagé, liana del muerto (spanisch), la purga (spanisch), la medicina (spanisch), daime, natem (Shuar/Achuar), mii oder mihi (Huaorani), iyaona (Zapara), caapí, hoasca (Quechua), vegetal (spanisch), dapa, natema, shuri, kamalampi, pinde, kaji.

## Wirkung im Menschen

### Wirkung
Die Wirkung variiert je nach Zusammensetzung des Pflanzensuds. Ausschlaggebend ist die Art der verwendeten Banisteriopsis-Liane und die anderer beigemischter Pflanzen. Typischerweise stellen sich nach dem Konsum des bitteren Gebräus psychedelische Zustände ein. Der Bewegungsapparat bleibt meist kontrolliert, jedoch kann die bewusste Motorik eingeschränkt sein. Das Auftreten einer Abhängigkeit durch Einnahme von Ayahuasca wurde als gering eingeschätzt.

### Nebenwirkung
Bekannte und häufige akute Wirkungen sind Erbrechen, Durchfall oder Schweißausbrüche, wobei diese Symptome traditionell häufig nicht als Nebenwirkungen, sondern als beabsichtigte Hauptwirkung angesehen werden, die in Kombination mit den psychischen Effekten eine umfassende spirituell-psycho-physische Reinigung bewirken sollen. Es kann zu einer verminderten Kontrolle der Motorik kommen sowie zu Gleichgewichtsstörungen und Schwindel. Angstzustände und vorübergehende psychotische Zustände können bei unsachgemäßer Anwendung ausgelöst werden. Dem Gebrauch von Ayahuasca liegt eine gewisse Unsicherheit in den Ergebnissen zu Grunde. Die Reaktionen während Ayahuasca-Zeremonien rangierten zwischen dem tiefen Zustand der Ruhe und gequältem Schreien um Vergebung. Menschen, bei denen psychotische oder manische Episoden in der persönlichen oder familiären Krankheitsgeschichte vorkamen, wird davon abgeraten, Ayahuasca zu trinken.
In Kombination mit Medikamenten oder anderen Drogen kann auf Grund der Monoaminooxidase-hemmenden Wirkung von Ayahuasca Lebensgefahr bestehen. Im Zusammenhang mit Ayahuasca-Ritualen ist darüber hinaus immer wieder von sexuellem Missbrauch, Verletzungen und tödlichen Unfällen berichtet worden. Ein australischer Fernsehjournalist, der dem Tod eines 2015 bei einem Ritual im peruanischen Amazonas-Regenwald verstorbenen Neuseeländers nachging, berichtete Anfang 2017 von mindestens fünf bekannten Todesfällen in Peru seit dessen Tod. Ob die Todesfälle ursächlich auf die Einnahme des Ayahuascas zurückzuführen sind, ist dabei unklar. Nicht selten wird vor Ayahuasca-Zeremonien konzentrierter Tabaksaft (aus nikotinreichem Bauerntabak, auch Mapacho genannt) verabreicht, der in Kombination mit dem Trinken von mehreren Litern Wasser Erbrechen auslösen soll und als vorherige innere Reinigung gilt. Es besteht dabei das Risiko einer Nikotinvergiftung, die unter Umständen tödlich enden kann. Ein Problem ist offensichtlich, dass beim seltenen Auftreten schwerer Nebenwirkungen eine wirksame medizinische Notfallversorgung vor Ort nicht gewährleistet ist oder die Situation vom medizinisch kaum geschulten Personal nicht rechtzeitig erkannt wird.

## Geschichte
- Die ältesten Nachweise für die Kombination von Harman-Alkaloiden und Dimethyltryptamin in Südamerika wurden in einem 1000 Jahre alten Ritualbündel in den Hochland-Anden gefunden.[28][29]
- 1851 wurde die Liane im brasilianischen Dschungel vom britischen Botaniker Richard Spruce identifiziert und erforscht. Zwei Jahre später wies er in seiner Veröffentlichung Notes Of A Botanist On The Amazon And The Andes auf die halluzinogene Wirkung der Pflanze hin, schob diese allerdings auf beigemischte Zusätze. Diese Einschätzung von Spruce ist zutreffend, da die halluzinogene Wirkung von Ayahuasca aus dem DMT von Psychotria viridis und nicht aus der Liane resultiert.
- 1966 wurden die Pflanzenteile genauer untersucht und die stark psychoaktiv wirkenden Alkaloide Harmin, Harmalin, Tetrahydroharmin sowie DMT als Verursacher des veränderten Bewusstseinszustands erkannt.
- 1986 ließ sich Loren S. Miller die für die Herstellung von Ayahuasca benötigte Lianenart Banisteriopsis caapi patentieren (US-Patentnummer: US PP5,751 P).[30] Er behauptet hierzu, der Entdecker der Pflanze zu sein.
- 1986 autorisierte die brasilianische Betäubungsmittel-Behörde CONFEN (Conselho Federal de Entorpecentes) über die Resolutionen 6 und 7 die religiöse Nutzung von Ayahuasca, nachdem der Pflanzensud zwischen 1985 und 1986 verboten war.[31]
- 1999 wurde Ayahuasca als geistiges Eigentum indigener Völker anerkannt und das Patent aufgehoben.
- 2001 trat das Patent wieder in Kraft, was viele Proteste auslöste und als Beispiel für die Ausbeutung indigener Kulturen gilt. Völkerrechtlich ist das Patent unwirksam.
- 2006 erfolgte die Entscheidung des Supreme Court der USA: Ayahuasca wurde für den rituellen religiösen Gebrauch freigegeben.[32]
- 2008 erhielt Ayahuasca in Peru mit der Resolución Directoral Nacional No.836/INC den Status eines nationalen Kulturerbes.[33]
- 2011 fanden zum 50. Jahrestag der Gründung einer der brasilianischen Ayahuasca-Religionen, Uniao do Vegetal, am 22. Juli 1961 im brasilianischen Parlament[34][35] sowie in den Landtagen mehrerer Bundesstaaten Sondersitzungen zur Ehrung der Religion statt. In einigen Bundesstaaten wurde der 22. Juli als neuer gesetzlicher Feiertag („Tag des Friedens“) eingeführt.[36]

## Forschung
Von 1990 bis 1995 führte der amerikanische Psychiater Rick Strassman an der US-amerikanischen Universität New Mexico von der DEA genehmigte klinische Forschungen durch. Bei diesen ersten Studien wurde sechzig Patienten DMT verabreicht, dem Hauptwirkstoff von Ayahuasca. Seine ausführlichen und detaillierten Forschungs- und Studienberichte wurden 2004 in deutscher Sprache als Buch DMT - Das Molekül des Bewusstseins publiziert.
Die Abteilung für Medizinische Psychologie des Universitätsklinikums Heidelberg führte einen Forschungsbereich Ayahuasca / Santo Daime, im Rahmen dessen im Mai 2008 die dreitägige Konferenz The globalization of Ayahuasca – An Amazonian psychoactive and its users stattfand.
Gegenwärtig (Stand 2017) ist jedoch keine nennenswerte universitäre Forschungsaktivität aus Deutschland zu verzeichnen. Jedoch gibt es eine sehr aktive Forschungsgemeinde in Brasilien, den USA, Kanada und Spanien. Seit dem Ende der 1990er Jahre gibt es einen Boom an Veröffentlichungen von Forschungsartikeln, wie in der Forschungsdatenbank PubMed unter dem Stichwort Ayahuasca zu ersehen ist.

## Analytik
Die Inhaltsstoffe der Ayahuasca-Zubereitungen können durch die Kopplung der HPLC oder Gaschromatographie mit der Massenspektrometrie nach angemessener Probenvorbereitung in verschiedenen Untersuchungsmaterialien qualitativ und quantitativ bestimmt werden. Bei Anwendung der Gaschromatographie kann auch die Dampfraumanalyse zur Anwendung kommen.

## Rechtsstatus

### Deutschland
Die im Pflanzensud Ayahuasca enthaltenen Wirkstoffe DMT und 5-MeO-DMT sind in der Anlage I des Betäubungsmittelgesetzes aufgeführt und sind somit nicht verkehrsfähige Betäubungsmittel. Der Umgang ohne Erlaubnis ist strafbar.

### Schweiz
Die in Ayahuasca enthaltene Chemikalie N,N-Dimethyltryptamin ist im Verzeichnis d (verbotene Substanzen) des Anhangs 5 BetmVV-EDI (SR 812.121.11) aufgeführt und fällt somit gemäß Art. 3 Abs. 2 lit. d BetmKV (SR 812.121.1) unter das schweizerische Betäubungsmittelgesetz (SR 812.121). Das Obergericht des Kantons Zürich hat mit Beschluss vom 24. Januar 2014 die Rechtmäßigkeit der Einziehung und Vernichtung von Ayahuasca bestätigt (ZR 113 (2014) Nr. 7, S. 23ff.).

### Peru
Der traditionelle Gebrauch der bekannten Kombination von Ayahuasca (Banisteriopsis caapi) mit Chacruna (Psychotria viridis) ist in Peru seit 2008 als nationales Erbe (patrimonio nacional) durch die Resolución ministerial 836 del INC geschützt. Ziel war es, die auf der Ayahuasca-Praxis basierende Identität und Kontinuität indigener Volksgruppen zu schützen, die auf dem therapeutischen Effekt basieren. Explizit wird der Gebrauch als „wissende Pflanze oder Lehrerin“ benannt, die „Initiierten die Fundamente der Welt und ihre Komponenten eröffnet“ und den privilegierten Trägern der Kultur „das Eintreten in die spirituelle Welt und ihre Geheimnisse“ ermöglicht. Der touristische Gebrauch ist in Peru unreguliert.

### Brasilien
In Brasilien darf Ayahuasca ausschließlich für den religiösen Gebrauch verwendet werden. Der Pflanzensud darf nicht zu kommerziellen Zwecken hergestellt oder verkauft werden. Der Gebrauch ist über die Bundesbehörde Conselho Nacional de Políticas sobre Drogas (Nationaler Rat für Drogenpolitik) geregelt.

### USA
Obwohl Ayahuasca in den USA nach wie vor zu den regelungsbedürftigen Substanzen zählt, wurde vom Obersten Gerichtshof am 21. Februar 2006 zugunsten der freien Religionsausübung entschieden.

### Kanada
Zugunsten der Religionsfreiheit wurde 2017 der Santo-Daime-Gemeinde Céu do Montréal das Recht gewährt, Ayahuasca als Sakrament in ihren Ritualen zu verwenden.

### Schia
Eine Fatwa des Großajatollah Sayyid Sadeq Rohani befindet Halluzinogene wie Ayahuasca als halāl und gestattet Schiiten den Gebrauch dieser unter Aufsicht von qualifizierten Experten.

### Konvention über psychotrope Substanzen
Weder die Pflanzen, die zu Ayahuasca verarbeitet werden (Psychotria viridis, Banisteriopsis caapi etc.), noch das Getränk selber unterliegen der Konvention über psychotrope Substanzen von 1971. Diese Auffassung wird vom United Nations International Narcotics Control Board geteilt. Die jeweilige nationale Rechtsprechung hingegen kann unterschiedlicher Auffassung sein.

## Studien
- Rick Strassmann: DMT - Das Molekül des Bewusstseins. Zur Biologie von Nahtod-Erfahrungen und mystischen Erlebnissen. AT-Verlag, 2004, ISBN 978-3-85502-967-9
- D. J. McKenna: Clinical investigations of the therapeutic potential of ayahuasca: rationale and regulatory challenges. In: Pharmacology & therapeutics. Band 102, Nummer 2, Mai 2004, S. 111–129, doi:10.1016/j.pharmthera.2004.03.002, PMID 15163593 (Review).
- Robert S. Gable: Risk assessment of ritual use of oral dimethyltryptamine (DMT) and harmala alkaloids. In: Addiction. Band 102, Nr. 1. Society for the Study of Addiction, Januar 2007, ISSN 1360-0443, S. 24–34, doi:10.1111/j.1360-0443.2006.01652.x, PMID 17207120 (englisch).
- P. C. Barbosa, S. Mizumoto, M. P. Bogenschutz, R. J. Strassman: Health status of ayahuasca users. In: Drug testing and analysis. Band 4, Nummer 7–8, 2012 Jul–Aug, S. 601–609, doi:10.1002/dta.1383, PMID 22761152 (Review).
- M. Winkelman: Psychedelics as medicines for substance abuse rehabilitation: evaluating treatments with LSD, Peyote, Ibogaine and Ayahuasca. In: Current drug abuse reviews. Band 7, Nummer 2, 2014, S. 101–116, PMID 25563446 (Review).
- J. Soler, M. Elices, A. Franquesa, S. Barker, P. Friedlander, A. Feilding, J. C. Pascual, J. Riba: Exploring the therapeutic potential of Ayahuasca: acute intake increases mindfulness-related capacities. In: Psychopharmacology. November 2015, doi:10.1007/s00213-015-4162-0, PMID 26612618.
- R. G. dos Santos, F. L. Osorio u. a.: Antidepressive, anxiolytic, and antiaddictive effects of ayahuasca, psilocybin and lysergic acid diethylamide (LSD): a systematic review of clinical trials published in the last 25 years. In: Therapeutic Advances in Psychopharmacology. 2016, doi:10.1177/2045125316638008 (Review).
- E. Domínguez-Clavé, J. Soler, M. Elices, J. C. Pascual, E. Álvarez, M. de la Fuente Revenga, P. Friedlander, A. Feilding, J. Riba: Ayahuasca: Pharmacology, neuroscience and therapeutic potential. In: Brain research bulletin. März 2016, doi:10.1016/j.brainresbull.2016.03.002, PMID 26976063 (Review).
- R. G. Dos Santos, J. C. Bouso, J. E. Hallak: Ayahuasca, dimethyltryptamine, and psychosis: a systematic review of human studies. In: Therapeutic advances in psychopharmacology. Band 7, Nummer 4, April 2017, S. 141–157, doi:10.1177/2045125316689030, PMID 28540034, PMC 5433617 (freier Volltext) (Review).

## Dokumentationen
- Dean Jefferys: Shamans of the Amazon, 52 min. Australien 2001
- Glenn Switkes: Night of the Liana, 45 min. Brasilien 2002
- Armand Bernardi: L’Ayahuasca, le Serpent et Moi, 52 min. Frankreich 2003
- Jan Kounen: D’autres mondes (Other Worlds) bei IMDb 2004
- Alistair Appleton: The Man Who Drank the Universe, 30 min. 2005
- Anna Stevens: Woven Songs of the Amazon, 54 min. 2006
- Keith Aronowitz: Metamorphosis bei IMDb, 95 min. USA/Perú 2009
- Richard Meech: Vine of the Soul: Encounters with Ayahuasca, 58 min. Canada 2010
- Johannes Orthmayr: Sachamama, 41 min. (Untertitel: Französisch, Spanisch, Englisch, Deutsch) Perú 2009
- Rob Velez und Ross Evison: Stepping Into the Fire bei IMDb, USA/Perú 2011
- João Meirinhos: El Espejo del Espíritu / The Mirror of the Spirit auf YouTube, Perú 2014